# Rio Belia
O Rio Belia é um rio da Romênia afluente do Rio Talea, localizado no distrito de Prahova.